# 奈良県中学校一覧
| 総数                 | 113校            |
| 国立                 | 2校              |
| 公立                 | 101校            |
| 私立                 | 11校             |
| 教育委員会所在地     | 〒630-8502       |
| 奈良市登大路町30番地 |                  |
| 公式サイト           | 奈良県教育委員会 |

奈良県中学校一覧（ならけんちゅうがっこういちらん）は、奈良県の中学校、義務教育学校および中等教育学校（前期課程）の一覧。

## 国立中学校および国立中等教育学校
- 奈良教育大学附属中学校
- 奈良女子大学附属中等教育学校

## 公立中学校

### 奈良市

#### 県立
- 奈良県立国際中学校

#### 市立
- 奈良市立春日中学校
  - 奈良市立春日中学校夜間学級
- 奈良市立三笠中学校
- 奈良市立若草中学校
- 奈良市立伏見中学校
- 奈良市立富雄中学校
- 奈良市立都南中学校
- 奈良市立田原中学校
- 奈良市立興東館柳生中学校
- 奈良市立登美ヶ丘中学校
- 奈良市立ならやま小中学校
- 奈良市立二名中学校
- 奈良市立京西中学校
- 奈良市立富雄南中学校
- 奈良市立平城中学校
- 奈良市立飛鳥中学校
- 奈良市立登美ヶ丘北中学校
- 奈良市立都跡中学校
- 奈良市立平城東中学校
- 奈良市立月ヶ瀬中学校
- 奈良市立都祁中学校
- 奈良市立富雄第三中学校
- 奈良市立一条高等学校附属中学校

### 大和高田市
- 大和高田市立高田中学校
- 大和高田市立片塩中学校
- 大和高田市立高田西中学校

### 大和郡山市
- 大和郡山市立郡山中学校
- 大和郡山市立郡山南中学校
- 大和郡山市立郡山西中学校
- 大和郡山市立郡山東中学校
- 大和郡山市立片桐中学校

### 天理市
- 天理市立北中学校
  - 天理市立北中学校夜間学級
- 天理市立南中学校
- 天理市立福住中学校
- 天理市立西中学校

### 橿原市
- 橿原市立畝傍中学校
  - 橿原市立畝傍中学校夜間学級
- 橿原市立八木中学校
- 橿原市立大成中学校
- 橿原市立橿原中学校
- 橿原市立光陽中学校
- 橿原市立白橿中学校

### 桜井市
- 桜井市立桜井中学校
- 桜井市立桜井西中学校
- 桜井市立桜井東中学校
- 桜井市立大三輪中学校

### 五條市
- 五條市立五條中学校
- 五條市立五條東中学校
- 五條市立五條西中学校

### 御所市

#### 県立
- 奈良県立青翔中学校

#### 市立
- 御所市立御所中学校
- 御所市立葛小中学校
- 御所市立葛上中学校
- 御所市立大正中学校

### 生駒市
- 生駒市立生駒中学校
- 生駒市立生駒南中学校
- 生駒市立生駒北中学校
- 生駒市立緑ヶ丘中学校
- 生駒市立鹿ノ台中学校
- 生駒市立上中学校
- 生駒市立光明中学校
- 生駒市立大瀬中学校

### 香芝市
- 香芝市立香芝中学校
- 香芝市立香芝西中学校
- 香芝市立香芝東中学校
- 香芝市立香芝北中学校

### 葛城市
- 葛城市立新庄中学校
- 葛城市立白鳳中学校

### 宇陀市
- 宇陀市立大宇陀中学校
- 宇陀市立菟田野中学校
- 宇陀市立榛原中学校
- 宇陀市立室生中学校

### 山辺郡
- 山添村立山添中学校

### 生駒郡
- 平群町立平群中学校
- 三郷町立三郷中学校
- 斑鳩町立斑鳩中学校
- 斑鳩町立斑鳩南中学校
- 安堵町立安堵中学校

### 磯城郡

#### 組合立
- 川西町三宅町式下中学校組合立式下中学校

#### 町立
- 田原本町立田原本中学校
- 田原本町立北中学校

### 宇陀郡
- 曽爾村立曽爾小中学校
- 御杖村立御杖中学校

### 高市郡
- 高取町立高取中学校
- 明日香村立聖徳中学校

### 北葛城郡
- 王寺町立王寺北義務教育学校
- 王寺町立王寺南義務教育学校
- 広陵町立広陵中学校
- 広陵町立真美ヶ丘中学校
- 上牧町立上牧中学校
- 上牧町立上牧第二中学校
- 河合町立河合第一中学校
- 河合町立河合第二中学校

### 吉野郡
- 十津川村立十津川中学校
- 吉野町立吉野中学校
- 大淀町立大淀中学校
- 下市町立下市中学校
- 黒滝村立黒滝中学校
- 天川村立天川小中学校
- 野迫川村立野迫川小中学校
- 下北山村立下北山小中学校
- 上北山村立上北山やまゆり学園
- 川上村立川上中学校
- 東吉野村立東吉野中学校

## 私立中学校および私立中等教育学校

### 奈良市
- 育英西中学校
- 帝塚山中学校
- 東大寺学園中学校
- 奈良育英中学校
- 奈良学園登美ヶ丘中学校

### 大和郡山市
- 奈良学園中学校

### 天理市
- 天理中学校

### 橿原市
- 聖心学園中等教育学校

### 五條市
- 智辯学園中学校

### 香芝市
- 智辯学園奈良カレッジ中学部

### 河合町
- 西大和学園中学校